# Токийски залив
Токийският залив (на японски: 東京湾, Tōkyō-wan) е залив на Тихия океан, на югоизточния бряг на остров Хоншу. Вдава се на север в сушата на около 50 km, ширината му е до 37 km. На изток е ограничен от полуостров Босо, а на юг чрез широкия 9 km проток Урага се свързва с по-обширния и голям залив Сагами-Нада. Дълбочината му е от 15 до 30 m. Бреговете му са ниски, равнинни. В него се вливат реките Аракава, Тама и десният ръкав на река Тоне – Едо. По бреговете на Токийския залив е разположена най-голямата агломерация в света – столицата Токио, в която живеят над 33 милиона души. Тук се намира и едно от най-големите в света пристанища – Йокохама. Преминаването от единия бряг до другия може да се осъществи през Tokyo Bay Aqua-Line, уникална комбинация от мостове и тунели.